# Skoútari
Skoútari (Skoutari) är en ort i Grekland.   Den ligger i prefekturen Nomós Serrón och regionen Mellersta Makedonien, i den nordöstra delen av landet, 300 km norr om huvudstaden Aten. Skoútari ligger 16 meter över havet och antalet invånare är 2 154.
Terrängen runt Skoútari är platt, och sluttar söderut. Runt Skoútari är det ganska tätbefolkat, med 58 invånare per kvadratkilometer. Närmaste större samhälle är Serrai, 7,7 km norr om Skoútari. Trakten runt Skoútari består till största delen av jordbruksmark.